# خداحافظ (کتاب)
خداحافظ نام یک کتاب ادبی است که توسط انوره دوبالزاک، نویسندهٔ اهل فرانسه نوشته شده‌است. این کتاب یکی از آثار مشهور ادبی جهان است.